# كاي فيرنر نيلسن
كاي فيرنر نيلسن (بالدنماركية: Kay Werner Nielsen)‏ هو دراج على المضمار دنماركي، ولد في 28 مايو 1921 في آرهوس في الدنمارك، وتوفي في 13 مارس 2014 في كوبنهاغن في الدنمارك.

## وصلات خارجية
- كاي فيرنر نيلسن على موقع أرشيف الدراجات (الإنجليزية)
- كاي فيرنر نيلسن على موقع CycleBase (الإنجليزية)